# Новопокровское сельское поселение (Челябинская область)
Новопокро́вское се́льское поселе́ние — муниципальное образование в Кизильском районе Челябинской области Российской Федерации. В рамках административно-территориального устройства муниципальное образование  соответствует административно-территориальной единице Новопокровский сельсовет.
Административный центр — посёлок Новопокровский.

## История
Статус и границы сельского поселения установлены Законом Челябинской области от 17 сентября 2004 года № 276-ЗО «О статусе и границах Кизильского муниципального района и сельских поселений в его составе»

## Население
| 2002 | 2010 | 2011 | 2012 | 2013 | 2014 | 2015 |
| ---- | ---- | ---- | ---- | ---- | ---- | ---- |
| 681  | ↗695 | ↘694 | ↘690 | ↘682 | ↘666 | ↘660 |
| 2016 | 2017 | 2018 | 2019 | 2020 | 2021 |      |
| ↘654 | ↗656 | →656 | ↘647 | ↘645 | ↘518 |      |

## Состав сельского поселения
| № | Населённый пункт | Тип населённого пункта          | Население |
| - | ---------------- | ------------------------------- | --------- |
| 1 | Новопокровский   | посёлок, административный центр | ↘531      |
| 2 | Чернышевский     | посёлок                         | ↘164      |

## Местное самоуправление
Главы сельского поселения
- Ольга Леонидовна Костенко[16]